# Can Freixenet (Camós)
Can Freixenet és una masia de Camós (Pla de l'Estany) protegida com a Bé Cultural d'Interès Local.

## Descripció
Antic mas de dos trams, orientat a llevant, amb planta en forma d'U a la zona central. Presenta planta baixa i pis. El material és pedruscall a excepció dels marcs de portes i finestres, on hi trobem pedra noble. Resulten interessants diferents parts i elements d'aquest mas, com per exemple alguns arcs de mig punt molt ben traçats, una finestra gòtica, etc. Les successives reformes i ampliacions es mostren a la façana (exteriorment) pels seus retrancaments. Afegida a l'esquerra de la masia hi ha la pallissa, com si es tractés d'una crugia més (té la mateixa amplada). Aquesta pallissa consta de dos plantes, la inferior amb un arc rebaixat i una àmplia obertura superior.